# 札幌ラーメン

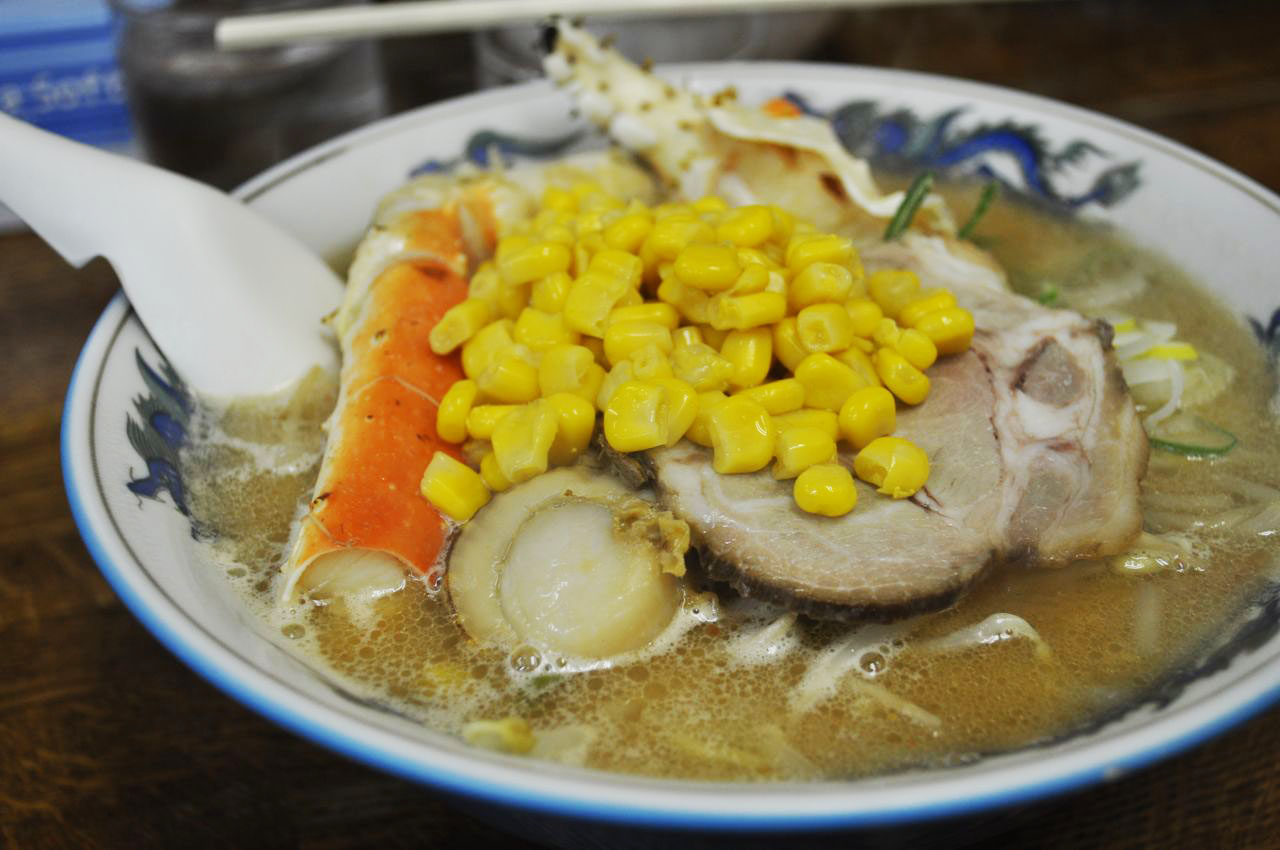
札幌の味噌ラーメン

札幌ラーメン（さっぽろラーメン）は、北海道札幌市発祥のラーメン一般を指す通称である。ご当地ラーメン（ご当地グルメ）の一つ。

## 歴史
札幌におけるラーメンの元祖は、中華料理店「竹家食堂」が1922年にはじめた「肉絲麺」（ロゥスーミェン）といわれる。竹家では、中国山東省出身の王文彩が手延べ麺を茹でてスープに入れるという作りを生み出し、当時は「拉麺」とも呼ばれていた。王は1924年に竹家を去るが、後任の李宏業や李絵堂（李彩）らによって日本人向けの味に改良され、好評を博していく。
昭和初期の札幌市内には約10軒の中華料理店があり、各店では中国人料理人の自家製麺によるラーメンが提供されていた。また、喫茶店や一般の食堂などにもラーメンをメニューにした店が多く、喫茶店では1杯10銭のコーヒーとともに、1杯15銭のラーメンが売れていたという。これらの店に麺などの材料を卸していたのは、狸小路の「万福堂」の店主・王万世や市内の僧侶・吉田某といった者達であった。王は1937年の日中戦争後に帰国するが、戦前の札幌にラーメン文化の種を蒔いた人物として、「竹家食堂」の王らとともに今に記憶されている。
当時のラーメンは「手ぶみ式」と呼ばれた手打ちの麺に、鶏ガラや貝類でダシを取り、ラードや胡椒などで味付けした塩味のスープが主流であった。しかし、太平洋戦争下での物資統制による原料不足で、竹家をはじめすべての店が姿を消した。現在、のれん分けした「竹家」が兵庫県神戸市灘区で営業を継続している。
現在のスタイルは、終戦直後の1946年頃に満州などからの引き揚げ者達が薄野の屋台で作った、豚骨から煮出した濃いスープによるラーメンが源流である。その元祖は1946年に松田勘七が開業した「龍鳳」といわれ、翌年西山仙治が開業した「だるま軒」とともに人気店となった。東京で中国料理の修業をした西山は製麺技術の高さに定評があり、「龍鳳」など他の店の麺作りも手がけるようになった。
1951年には「龍鳳」など8店による「公楽ラーメン名店街」が誕生し、初代「札幌ラーメン横丁」とされることもある。「龍鳳」などは醤油味が中心であり、1960年頃までは札幌ラーメンは醤油味が主であった。
1955年、「味の三平」の大宮守人が味噌ラーメンを開発する。同年「味の三平」を訪れた「暮しの手帖」元編集長花森安治に大宮が味噌ラーメンを出したところ、花森は「暮しの手帖」1955年11月号にその時のことを執筆したので、その名が全国に知られることになった。同じ頃、西山製麺によって味噌ラーメンに合う「多加水熟成麺」が開発される。1963年、「味の三平」と大通の「熊さんラーメン」が、正式に味噌ラーメンをメニューに出した。その後、大宮の了承の元に、味噌ラーメン用「多加水熟成麺」が西山製麺より発売されて以来、市内の他の店でも使われるようになり、札幌ラーメンとしての「味噌ラーメン」が定着した。
「暮しの手帖」での紹介を契機に、1950年代後半以降は新聞や雑誌等が「龍鳳」や「味の三平」などの有名店を頻繁に取り上げるようになり、御当地グルメとしての「札幌ラーメン」の知名度が上がっていっ た。さらに『サッポロ一番』（サンヨー食品）など、インスタントラーメンで「サッポロ」を冠した商品が数多く発売されたことによって、その人気は全国区のものとなった。1965年頃から、東京方面にも「札幌ラーメン」の看板を掲げた店が増えるようになり、1967年に青池保によって創業された「どさん子」は全国チェーンとなった。
「味の三平」のラーメンが雑誌やデパートの物産展などで全国的に広がったことから「札幌ラーメンは味噌ラーメン」と捉えられがちだが、「味の三平」など多くの札幌ラーメン店では醤油味・味噌味・塩味の3種類を提供しており、特段味噌ラーメンのみに傾注しているわけではない。
2001年、札幌ラーメンを含む北海道のラーメンが北海道遺産として認定された。

## 麺
「味の三平」が西山製麺所開発の「多加水熟成麺」の「ちぢれ麺」を使用したことにより、北海道全域で西山製麺を使う店舗が増えるようになった。この「多加水熟成麺」は、粘り強いのを特徴としている。このため首都圏などでも札幌ラーメンの特徴の1つとして西山製麺を使う店舗が存在する。
かつては西山製麺の他、堀川製麺、さがみ屋製麺、森住製麺などの麺を使用する店が多かったが、近年では上記のメーカーの他、小林製麺、和田山製麺、カネジン食品、札幌製麺、北海道熊さんなどの後発のメーカーの進出も目立ち、シェア争いは激化している。また、自店で独自の製麺を行っている場合もある。なお、堀川製麺の創業者の堀川寿一は、「ちぢれ麺」を機械で自動的に生産する手法を生み出したり、今も全国の製麺所で使われている、麺を一食分毎に裁断する機械を発明したことで知られる。
おおよそ、麺の太さを決める切刃番手で22番の太めの麺が使われる。

## スープ
豚骨などを煮出したスープに、札幌の気候に合わせてラーメンが冷めるのを防ぐため、ラードなどを浮かべる場合が多い。このスタイルを始めたのは「龍鳳」の松田勘七で、「龍鳳」では味付けに主に醤油を用いた。これは、松田が戦前中国に住んでいた時に、日本人がどんな中国料理にも醤油を用いたがることをヒントにしたという。

## 具材
元来のチャーシュー・メンマ・ネギなどの他に、タマネギ・キャベツ・モヤシなどの炒めた野菜を載せるのが定番となっている。このスタイルを生み出したのは「味の三平」の大宮守人で、麺が茹で上がるまで手持ち無沙汰なので、その間フライパンで野菜でも炒めてみようかと思ったのがきっかけだという。なお、札幌ラーメンの代名詞とも言えるモヤシは、元々終戦直後高価であったタマネギの代用品として用いられたものであった。また、「味の三平」では味噌味の場合にはチャーシューではなく挽肉を使うため、市内の他の店でも味噌ラーメンには挽肉を用いるケースが多い。

## 店舗
北海道内
観光客の多い店舗では北海道をイメージさせる具材にバター・コーンをもちいた「コーンバターラーメン」がある。コーンバターラーメンは、1960年代から札幌駅前で営業していた「味の華平」（薄野に移転して営業していたが2020年に閉店）が発祥の店で、本州の物産展などでも紹介されたことから全国的に知られるようになった。
- ただしレギュラーのラーメンに標準で入っている店舗は珍しい。多くの店舗は独立したメニュー、もしくは追加のトッピングとしてとして存在する。具材としてのバター・コーンは、道外からの観光客からはイメージ的に「入っていて当然」とされる反面、地元民にとっては決してメジャーなものではなく、バター・コーンのトッピングすら無い店も多い。

観光客向けに、カニなどの高価な海産物を具に使った1000円以上の高級なラーメンをメニューに載せている場合もある。
北海道外
道外では、札幌市時計台など札幌を象徴するアイテムやヒグマ・アイヌ・シラカバなど北海道全体の風土を象徴するアイテムを看板・店名などに用いる例も多い。また、青森県の青森市では独自のアレンジを施された「青森式」の札幌ラーメンが存在する。
のれん
新規開店した店に製麺会社が自社名入りの暖簾を贈るという習慣がある。これは札幌を含めた北海道ご当地ラーメン店の特徴でもある。

## 関連人物
- 王文彩

札幌で最初のラーメン店である「竹家」で、ラーメンを作った中国人の料理人。
- 大宮守人

『味の三平』の創業者。「味噌ラーメン」を考案。
- 西山孝之

『西山製麺』の創業者。札幌ラーメンの「縮れ麺」の開発を行う。